# Евхроїт
Евхроїт це гідратований мінерал гідроксил-арсенату міді з формулою: Cu2AsO4OH·3H2O. Має колір від склоподібно-зеленого до смарагдово-зеленого кольору, кристалізується в орторомбічній системі. Має твердість за Моосом 3,5–4,0 і відносну густину 3,39–3,45. Вперше був описаний у 1823 році в Люб'єтова, Словаччина.